# DVD播放程式 (macOS)
DVD播放程式（DVD Player）是macOS的默认DVD播放器。它支持所有的DVD标准功能，比如多重音频、视频及字幕轨道以及杜比音效、DVD@ccess URL和关闭字幕。在某些情况下，用户可以选择其中的VOB文件并将其打开。这个文件的地址是「/Applications/DVD Player.app」。只有当有一个DVD驱动器连接到计算机时，DVD播放程式才会被安装到OS中（例如，当一部电脑的引导盘磁盘映象发现计算机上只有CD-ROM而没有DVD-ROM驱动器，将不会启动DVD播放程式的安装）。DVD播放程式也完全兼容DVD Studio Pro和iDVD所撰写的DVD，包括用DVD Studio Pro撰写的HD DVD。

## 不足之处
DVD播放程序无法播放除MP2及Dolby Digital以外的音频轨道格式，如DTS以及Dolby Digital的进阶规格。